# FC Andorra Futsal
FC Andorra Futsal – andorski klub futsalowy z siedzibą w mieście Andora, do 2013 występował 16 razy w drugiej klasie rozgrywkowej Hiszpanii, a w sezonie 2001/02 w Primera División. Jest sekcją futsalu klubu FC Andorra.

## Sukcesy
- 16.miejsce Mistrzostw Hiszpanii (1): 2001/02